# Towada (sopka)
Towada je název neaktivní vulkanické kaldery, nacházející se na severu ostrova Honšú. Kaldera má průměr 11 km a je zalita vodou, vytvářejíc tak jezero s stejným názvem. Kaldera vznikla před 40 000 lety šesti explozivními erupcemi, předkalderové stadium vulkanismu oblasti Towada má více než 2 mil. let.
Pozdější stadium (po vytvoření kaldery) dalo za vznik několika menším stratovulkánům různého složení (od čedičových přes andezitové až po ryolitové horniny) na okrajích kaldery . Poslední erupce komplexu se odehrála v roce 915, když sopečný dóm Ogura-jama vyprodukoval větší objemy (2,3·10⁸ m³) vulkanického popela a pyroklastik.